# 三星城
三星城（韓語：삼성타운）位于韩国首尔瑞草区，是三星集团的IT和电子中心。三星城由美国Kohn Pedersen Fox公司设计。三星電子、三星物產和三星生命保險在三星城各建有44、34和32層高的辦公大樓。